# 중원징
중원징(중국어: 钟文靖, 병음: Zhong Wenjing, 한자음: 종문정, 1990년 9월 25일 ~ )은 중화인민공화국의 바둑 기사이다. 후베이성 우한시 출신으로 중국기원 소속의 6단이다.

## 경력
중국 후베이성 우한시에서 태어났다. 2001년 프로바둑에 입단했다. 2010년 제23회 명인전 4강에 진출했다. 2011년 중국 TV 바둑 속기전에서 우승했고 제3회 BC카드배 월드 바둑 챔피언십에서 8강에 진출하고 제2회 전국마인드스포츠대회 대학생 개인 바둑 부문에서 은메달을 받았다. 2012년 제17회 삼성화재배 월드 바둑마스터스 본선 16강과 2013년 제1회 기성전 본선 32강, 2014년 제11회 창기배 본선 32강에 각각 진출했다. 2017년 6단으로 승단했고, 2018년 제23회 LG배 세계기왕전 본선 32강에 진출했지만 이치리키 료에게 패배하여 탈락했다.